# Alibi (bewijs)
Een alibi (van het Latijnse woord voor elders) is een bewijs dat iemand niet op de plaats van een misdrijf aanwezig was. Het is een belangrijk middel om de onschuld aan een misdaad te bewijzen. Er is bijvoorbeeld sprake van een alibi als diverse getuigen verklaren dat iemand in een café was tijdens een misdrijf elders. Hierdoor weet de politie zeker dat de persoon in kwestie niet rechtstreeks met de zaak te maken kan hebben gehad. 
Een alibi kan vals zijn, namelijk als de getuigen omgekocht werden om het alibi te verzinnen. 
In dat geval kan er sprake zijn van meineed.
Het alibi hoeft niet altijd te berusten op getuigenverklaring. 
Het kan ook materieel geleverd worden. 
Voorbeelden zijn een kassabon van een winkel in een andere stad, een registratielijst van telefoonverkeer op het moment van de feiten of een visum van een ander land. 
Het "summum" van alibi is een verblijf in een cel op het ogenblik van het misdrijf.
Dit is nog niet zo ongebruikelijk: vaak valt de verdenking enkel op een bepaalde persoon omdat die persoon vaker dergelijke misdrijven pleegt.
Het is heel goed denkbaar dat de verdenking valt op iemand die al in de gevangenis blijkt te zitten.
Het kan voorkomen dat iemand wordt aangehouden op verdenking van een reeks misdrijven, bijvoorbeeld brandstichtingen.
Gaan de brandstichtingen daarna door, dan heeft de verdachte daarvoor een alibi, maar bovendien wordt het waarschijnlijk dat hij met de eerdere brandstichtingen niets te maken heeft.